# Harold B. Lee
Harold Brigham Lee, né le 28 mars 1899 à Clifton (Idaho) et mort le 26 décembre 1973 à Salt Lake City (Utah), est un dirigeant et homme politique mormon, qui fut le 11e président de l'Église de Jésus-Christ des saints des derniers jours de 1972 à sa mort.

## Biographie
Né le 28 mars 1899 à Clifton (Idaho), Harold B. Lee est l'un des six enfants de Samuel Marion Lee et de Louisa Emeline Bingham. Il a fait ses études à l'école du village, à Oneida Academy, à Preston, non loin de là, à l'École Normale Albion State à Albion (Idaho) et par la suite, à l'université d'Utah. Il a commencé à enseigner à l'âge de 17 ans, avant de devenir directeur d'école à 18 ans, puis directeur de deux écoles du comté de Salt Lake City (Utah). Il s'est marié avec Fern Lucinda Tanner le 14 novembre 1923. Elle est décédée le 24 septembre 1962. Il a épousé Freda Joan Jensen le 17 juin 1963.

## Parcours dans l'Église de Jésus-Christ des saints des derniers jours
- 1920-1922 - Missionnaire dans les États de l'Ouest, Denver (Colorado)
- 1930 - Mis à part comme président du pieu de Pioneer (1930-1937)
- 1935 - Chargé d'organiser un programme d'entraide pour les démunis
- 1936 - Nommé directeur général du système d'entraide de l'Église
- 1941 - Soutenu et ordonné comme membre du Collège des douze apôtres
- 1954 - Organise des conférences pour les saints sous les drapeaux au Japon, en Corée, à Okinawa, aux Philippines et à l'île de Guam
- 1960 - Organise le premier pieu d'Europe, à Manchester (Angleterre)
- 1961 - À la demande de la Première Présidence, annonce le plan de corrélation de tous les programmes de l'Église
- 1970 - Soutenu comme président du Collège des douze apôtres et premier conseiller de Joseph Fielding Smith
- 1972 - Ordonné et mis à part comme président de l'Église
- 1972 - Organise la branche de Jérusalem au Jardin du sépulcre
- 1972 - Annonce le programme du service d'entraide mondial
- 1972 - Organisation de la mission internationale de l'Église
- 1973 - Organisation du premier pieu d'Asie, à Séoul

À son décès, en 1973, on compte 3 321 556 membres de l'Église, 630 pieux, 4 580 paroisses, 108 missions, 17 258 missionnaires et 15 temples

## Responsabilités civiles
Harold B. Lee enseigne à l'école Silver Star, près de Weston (Idaho) puis est directeur de l'école du district à Oxford (Idaho). Il est ensuite directeur des écoles Whittier et Woodrom Wilson, à Salt Lake City (Utah)
Il est directeur de l'imprimerie Fourndation Press, Inc. de 1928 à 1933.
Il est élu conseiller municipal de Salt Lake City en 1933, date à laquelle il devient directeur du programme d'entraide de l'Église et occupe ce poste de 1933 à 1937

## Citations
- 'L’institution qui sauvera notre société brisée, ce n’est pas le Parlement, mais le foyer.'

## Publications
- (en) Lee, Harold B., Stand Ye in Holy Places: Selected Sermons and Writings of President Harold B. Lee, Deseret Book, 1974
- (en) —— (éditeur), Teachings of Harold B. Lee, Eleventh President of the Church of Jesus Christ of Latter-day Saints, Bookcraft, 1996
- (en) ——, Ye Are the Light of the World: Selected Sermons and Writings of President Harold B. Lee, Deseret Book, 1974
- (en) ——, Youth and the Church (retitled Decisions for Successful Living), Deseret News, 1945